# Hornindalsvatnet
Le Hornindalsvatn est un lac situé en Norvège. Il est le plus profond d'Europe (514 mètres), sa surface étant à 53 mètres au-dessus du niveau de la mer et son fond à 461 mètres en dessous du niveau de la mer. Il est le 19e lac de Norvège si on le classe par sa superficie de 50,42 km². Son volume estimé est de 12,06 km³. 

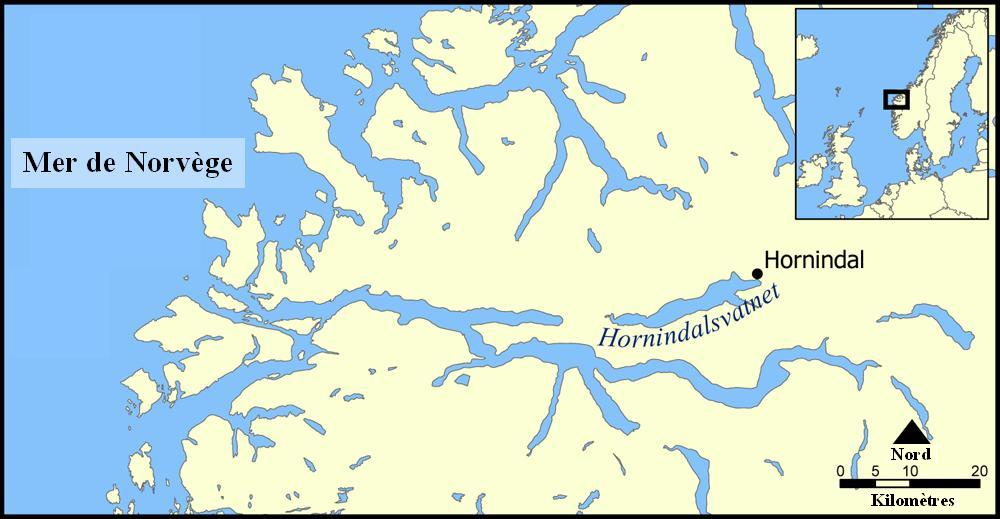
Localisation du lac Hornindalsvatnet en Norvège

Situé dans les comtés de Vestland ( comté de Sogn og Fjordane jusqu'en 2020) et de Møre og Romsdal, partagé entre les villes de Stad et Volda, il est chaque année le siège d'un marathon se tenant traditionnellement en juillet. 